# Melissa Hutchison
Melissa Hutchison née le 24 octobre 1975 est une actrice américaine.
Spécialisée dans les voix de personnages, elle se fait connaître grâce au personnage de Clémentine dans le jeu vidéo épisodique de 2012 The Walking Dead, pour lequel elle a remporté le prix « Best performance by a female » (meilleure performance réalisée par une femme) aux Spike Video Game Awards de 2013 et a été nommée pour le prix NAVGTR de 2014, Performance in a Drama ,,. Elle a également été nommée deux fois pour un prix BAFTA, le prix « meilleur interprète »,. Elle reprend le personnage dans les suites sorties jusqu'en 2018.

## Filmographie

### Jeux vidéo
| Année                          | Titre                                      | Rôle                                           | Remarques |
| ------------------------------ | ------------------------------------------ | ---------------------------------------------- | --------- |
| 2002                           | Superman: The Man of Steel                 |                                                |           |
| 2003                           | Cyber Troopers Virtual-On Marz             | Operator / L'Ln Plajiner                       |           |
| 18 novembre 2003               | Magic: The Gathering – Battlegrounds       |                                                |           |
| 9 novembre 2004                | EyeToy: AntiGrav                           |                                                |           |
| 18 novembre 2004               | Dance Dance Revolution Ultramix 2          | Annonceur                                      |           |
| 12 septembre 2006              | MechAssault: Phantom War                   | Vallen                                         |           |
| 24 octobre 2006                | Phantasy Star Universe                     | Liina                                          |           |
| 31 octobre 2006                | Death Jr. II: Root of Evil                 | Pandora                                        |           |
| 20 mars 2007                   | Shining Force EXA                          | Maebelle / Amitaliri                           |           |
| 22 mai 2007                    | Brooktown High                             |                                                |           |
| 13 novembre 2007               | Kane & Lynch: Dead Men                     | Jenny                                          |           |
| 8 novembre 2007–10 avril 2008  | Sam & Max Beyond Time and Space            | Stinky                                         |           |
| 10 novembre 2008               | Chronicles of Mystery: The Scorpio Ritual  | Sylvie Leroux                                  |           |
| 21 novembre 2008               | A Vampyre Story                            | Pyewacket                                      |           |
| 3 mars 2009                    | Sonic and the Black Knight                 | Merlina                                        |           |
| 27 octobre 2009                | League of Legends                          | Ashe                                           |           |
| 14 octobre 2010                | Puzzle Agent                               | Glori Davner                                   |           |
| 10 décembre 2010               | Chronicles of Mystery: The Tree of Life    | Sylvie Leroux                                  |           |
| 23 février 2010                | Deadly Premonition                         | Anna Graham / Sallie Graham / Young George     |           |
| 2 avril 2010                   | Sam & Max: The Devil's Playhouse           | Stinky / Computer / Rat #2 / Statue of Liberty |           |
| 30 juin 2010                   | Nelson Tethers: Puzzle Agent               | Glori Davner                                   |           |
| 14 septembre 2010              | Phantasy Star Portable 2                   |                                                |           |
| 19 octobre 2010                | Bakugan: Defenders of the Core             | Marucho Marukura                               |           |
| 16 février 2011                | Back to the Future: The Game               | Trixie Trotter                                 |           |
| 11 juillet 2011                | BackStab HD                                | Emma Quincy                                    |           |
| 21 novembre 2011               | Grotesque Tactics 2: Dungeons &amp; Donuts | Lola / Gardinia                                |           |
| 24 avril 2012                  | The Walking Dead                           | Clementine                                     |           |
| 11 octobre 2013–8 juillet 2014 | The Wolf Among Us                          | Toad Junior / Beauty                           |           |
| 1er novembre 2013              | TOME: Immortal Arena                       |                                                |           |
| 17 décembre 2013–26 août 2014  | The Walking Dead: Saison 2                 | Clementine                                     |           |
| 29 mars 2016                   | Minecraft: Story Mode                      | Isa                                            |           |
| 17 décembre 2016–30 mai 2017   | The Walking Dead: A New Frontier           | Clementine                                     |           |
| 17 janvier 2017                | 2064: Read Only Memories                   | Turing                                         |           |
| 2017                           | Marvel vs. Capcom: Infinite                | Monster Hunter                                 |           |
| 2018                           | Where the Water Tastes Like Wine           | Quinn                                          |           |
| 14 août 2018–26 mars 2019      | The Walking Dead: L'Ultime Saison          | Clementine                                     |           |
| 2018                           | Spyro Reignited Trilogy                    | Bianca                                         |           |
| 2018                           | Last Year: The Nightmare                   | Samantha                                       |           |
| 24 juin 2022                   | Fire Emblem Warriors: Three Hopes          | Arval                                          |           |
| 31 octobre 2022–               | Fire Emblem Heroes                         | Arval, Panette                                 |           |
| 20 janvier 2023                | Fire Emblem Engage                         | Panette                                        |           |

### Télévision
| An                              | Séries                        | Rôle                                                                  | Remarques       |
| ------------------------------- | ----------------------------- | --------------------------------------------------------------------- | --------------- |
| 2002                            | Saikano                       | Chise                                                                 | 13 épisodes     |
| 2014                            | Aldnoah. Zéro                 | Opérateur martien / Petite fille                                      | 2 épisodes      |
| 2014-2018                       | Space Racers                  | AVA / Étourneau / Curiosity                                           | 44 épisodes     |
| 2015                            | Portlandia                    |                                                                       | Épisode: "Mode" |
| 5 octobre 2015 - 9 juillet 2018 | Yo-Kai Watch                  | Katie Forester / Summoning Songs / Next HarMEOWny / Komason / Snottle | 29 épisodes     |
| 2019                            | Sailor Moon Sailor Stars      | Sailor Star Fighter / Seiya Kou                                       |                 |
| 2019                            | Cannon Busters                | Jojo / Voix supplémentaires                                           |                 |
| TBA                             | Sword Art Online: Alicization | Alice Zuberg                                                          |                 |

### Film
| An   | Film                                        | Rôle                                                                                               | Remarques           |
| ---- | ------------------------------------------- | -------------------------------------------------------------------------------------------------- | ------------------- |
| 2014 | Yo-kai Watch: le film                       | Katie Forester / Komasan / Cadin / Kin / Kyubi / Vieille femme / Tattletell / Walkappa / Femme # 3 |                     |
| 2015 | Gardiens d'Oz                               | Gabby                                                                                              |                     |
| 2016 | Rudolph le renne au nez rouge 4D Attraction | Rudolph                                                                                            | Voix, court métrage |